# Campeonato Brasileiro de Futebol Sub-23 de 2022
O Campeonato Brasileiro Sub-23 de 2022 foi a sexta edição desta competição futebolística de categoria de base organizada pela Confederação Brasileira de Futebol (CBF).
Foi disputada por 16 equipes entre os dias 30 de junho e 23 de setembro. O Cuiabá conquistou o título pela primeira vez, ao vencer o Red Bull Bragantino por 3 a 2.

## Formato e participantes
A CBF divulgou o regulamento e a tabela detalhada do Campeonato Brasileiro Sub-23 no dia 16 de junho de 2022. O torneio foi disputado com algumas alterações ante a temporada anterior: numa primeira fase, as 16 agremiações foram divididas em quatro grupos, pelos quais disputaram confrontos em dois turnos contra adversários do próprio grupo. Após seis rodadas, os dois melhores de cada grupo se classificaram para as quartas de final. Esta e a semifinal foram disputadas em partidas eliminatórias de ida e volta, com o mando de campo da última partida para o clube com melhor campanha. Já a final será disputada em partida única, tendo o time com melhor classificação geral o direito de sediar a final. Os 16 participantes dessa edição foram:
| Federação         | Participantes       | Participações | Títulos  |
| ----------------- | ------------------- | ------------- | -------- |
| Alagoas           | CSA                 | Estreante     | —        |
| Bahia             | Vitória             | 3             | —        |
| Ceará             | Fortaleza           | 2             | —        |
| Goiás             | Vila Nova           | Estreante     | —        |
| Mato Grosso       | Cuiabá              | 1             | —        |
| Pará              | Paysandu            | Estreante     | —        |
| Paraná            | Paraná              | 2             | —        |
| Pernambuco        | Náutico             | Estreante     | —        |
| Pernambuco        | Sport               | 2             | —        |
| Rio de Janeiro    | Botafogo            | 2             | —        |
| Rio de Janeiro    | Fluminense          | 1             | —        |
| Rio Grande do Sul | Brasil de Pelotas   | Estreante     | —        |
| Rio Grande do Sul | Grêmio              | 4             | 1 (2021) |
| Rio Grande do Sul | Juventude           | 2             | —        |
| São Paulo         | Ponte Preta         | 1             | —        |
| São Paulo         | Red Bull Bragantino | 2             | —        |

O Criciúma desistiu da competição, tendo o Vitória assumido a vaga.

## Resultados
Os resultados das partidas da competição estão apresentados nos chaveamentos abaixo.

### Primeira fase
A primeira fase foi disputada por pontos corridos, com os seguintes critérios de desempates sendo adotados em caso de igualdades: número de vitórias, saldo de gols, número de gols marcados, número de cartões vermelhos recebidos, número cartões amarelos recebidos e sorteio.

#### Grupo A
| Pos | Equipes           | Pts | J | V | E | D | GP | GC | SG  |
| --- | ----------------- | --- | - | - | - | - | -- | -- | --- |
| 1   | Grêmio            | 13  | 6 | 4 | 1 | 1 | 17 | 5  | +12 |
| 2   | Paraná            | 10  | 6 | 3 | 1 | 2 | 10 | 7  | +3  |
| 3   | Vitória           | 10  | 6 | 3 | 1 | 2 | 7  | 5  | -2  |
| 4   | Brasil de Pelotas | 1   | 6 | 0 | 1 | 5 | 3  | 20 | -17 |

#### Grupo B
| Pos | Equipes             | Pts | J | V | E | D | GP | GC | SG  |
| --- | ------------------- | --- | - | - | - | - | -- | -- | --- |
| 1   | Red Bull Bragantino | 12  | 6 | 3 | 3 | 0 | 15 | 5  | +10 |
| 2   | Vila Nova           | 11  | 6 | 3 | 2 | 1 | 6  | 3  | +3  |
| 3   | Ponte Preta         | 9   | 6 | 2 | 3 | 1 | 9  | 4  | +5  |
| 4   | Juventude           | 0   | 6 | 0 | 0 | 6 | 2  | 20 | -18 |

#### Grupo C
| Pos | Equipes    | Pts | J | V | E | D | GP | GC | SG  |
| --- | ---------- | --- | - | - | - | - | -- | -- | --- |
| 1   | Fluminense | 11  | 6 | 3 | 2 | 1 | 10 | 4  | +6  |
| 2   | Sport      | 11  | 6 | 3 | 2 | 1 | 9  | 5  | +4  |
| 3   | Botafogo   | 10  | 6 | 3 | 1 | 2 | 11 | 11 | 0   |
| 4   | Náutico    | 1   | 6 | 0 | 1 | 5 | 1  | 11 | -10 |

#### Grupo D
| Pos | Equipes   | Pts | J | V | E | D | GP | GC | SG  |
| --- | --------- | --- | - | - | - | - | -- | -- | --- |
| 1   | Cuiabá    | 16  | 6 | 5 | 1 | 0 | 11 | 2  | +9  |
| 2   | Fortaleza | 11  | 6 | 3 | 2 | 1 | 13 | 4  | +9  |
| 3   | CSA       | 4   | 6 | 1 | 1 | 4 | 4  | 8  | -4  |
| 4   | Paysandu  | 3   | 6 | 1 | 0 | 5 | 3  | 17 | -14 |

### Fases finais
As fases finais consistiram de partidas de ida e volta, com as equipes mandantes da primeira partida na parte superior da chave e as vencedoras do confronto, em negrito. Conforme preestabelecido no regulamento, o resultado agregado das duas partidas definiram quem avançou à final.
|  | Quartas-de-final             | Quartas-de-final             | Quartas-de-final             | Quartas-de-final             |       |            | Semifinais         | Semifinais         | Semifinais         | Semifinais         |  |  | Final          | Final          | Final          | Final          |
|  | 25 de agosto a 1 de setembro | 25 de agosto a 1 de setembro | 25 de agosto a 1 de setembro | 25 de agosto a 1 de setembro |       |            | 8 a 15 de setembro | 8 a 15 de setembro | 8 a 15 de setembro | 8 a 15 de setembro |  |  | 23 de setembro | 23 de setembro | 23 de setembro | 23 de setembro |
|  |                              |                              |                              |                              |       |            |                    |                    |                    |                    |  |  |                |                |                |                |
|  | Fortaleza                    | 2                            | 0                            | 2                            |       |            |                    |                    |                    |                    |  |  |                |                |                |                |
|  | Fluminense                   | 2                            | 1                            | 3                            |       |            |                    |                    |                    |                    |  |  |                |                |                |                |
|  | Fluminense                   | 2                            | 1                            | 3                            |       | Fluminense | 2                  | 1                  | 3 (2)              |                    |  |  |                |                |                |                |
|  |                              |                              |                              |                              |       | Fluminense | 2                  | 1                  | 3 (2)              |                    |  |  |                |                |                |                |
|  |                              | Cuiabá (pen)                 | 1                            | 2                            | 3 (4) |            |                    |                    |                    |                    |  |  |                |                |                |                |
|  | Sport                        | Cuiabá (pen)                 | 1                            | 2                            | 3 (4) | 1          | 0                  | 1                  |                    |                    |  |  |                |                |                |                |
|  | Sport                        |                              |                              |                              |       | 1          | 0                  | 1                  |                    |                    |  |  |                |                |                |                |
|  | Cuiabá                       | 1                            | 2                            | 3                            |       |            |                    |                    |                    |                    |  |  |                |                |                |                |
|  |                              |                              |                              |                              |       |            |                    |                    |                    |                    |  |  | Cuiabá         | 3              |                |                |
|  |                              |                              | Red Bull Bragantino          | 2                            |       |            |                    |                    |                    |                    |  |  |                |                |                |                |
|  | Vila Nova                    | 1                            | 4                            | 5                            |       |            |                    |                    |                    |                    |  |  |                |                |                |                |
|  | Grêmio                       | 0                            | 2                            | 2                            |       |            |                    |                    |                    |                    |  |  |                |                |                |                |
|  | Grêmio                       | 0                            | 2                            | 2                            |       | Vila Nova  | 3                  | 0                  | 3                  |                    |  |  |                |                |                |                |
|  |                              |                              |                              |                              |       | Vila Nova  | 3                  | 0                  | 3                  |                    |  |  |                |                |                |                |
|  |                              | Red Bull Bragantino          | 1                            | 3                            | 4     |            |                    |                    |                    |                    |  |  |                |                |                |                |
|  | Paraná                       | Red Bull Bragantino          | 1                            | 3                            | 4     | 0          | 1                  | 1                  |                    |                    |  |  |                |                |                |                |
|  | Paraná                       |                              |                              |                              |       | 0          | 1                  | 1                  |                    |                    |  |  |                |                |                |                |
|  | Red Bull Bragantino          | 1                            | 2                            | 3                            |       |            |                    |                    |                    |                    |  |  |                |                |                |                |

## Final
| 23 de setembro | Cuiabá                                          | 3 – 2 | Red Bull Bragantino                      | Arena Pantanal, Mato Grosso                |
| 20:00 (UTC−4)  | Gustavo Nescau 26', 82' · Ricardo Cerqueira 54' | CBF   | 4' João Maranini · 45+3' (pen) Guilherme | Árbitro: AM Ivan da Silva Guimarães Junior |